# Колокольниковы (семья)

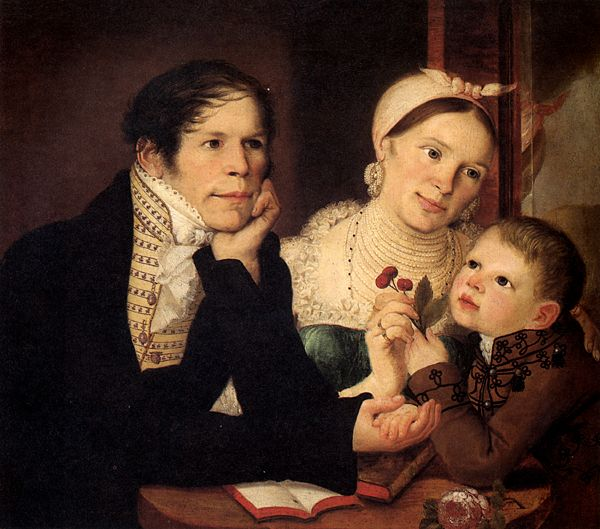
Яков Михайлович Колокольников-Воронин. Автопортрет с женой Степанидой Семёновной и сыном Александром; 1820-е

Колоко́льниковы — династия русских художников.
Основатели династии происходили из села Кравотынь (впоследствии Осташковского уезда), были монастырскими крестьянами вотчины Пафнутьево-Боровского монастыря. Семья обосновалась в близлежащем городе Осташкове.
1. Лука:
  1. Колокольников, Мина Лукич (1707—1775)[4]
  2. Колокольников, Иван (Большой) Лукич
  3. Колокольников, Иван (Меньшой) Лукич
  4. Колокольников, Федот Лукич 
  5. Колокольников-Воронин, Михаил Лукич (1710-после 1788) — иконописец, автор росписи в Храме Спаса на Сенной в 1760-х годах;
    1. Колокольников-Воронин, Яков Михайлович[5] — (1782—1845) сын предыдущего, портретист, жанрист и иконописец. Жена: Степанида Семёновна (1794? — 1870), урождённая Веригина. Его дети-художники:
      1. Колокольников-Воронин, Александр Яковлевич (1818—01.12.1870). Жена: А. Ф. Приселкова. Неклассный художник Императорской Академии Художеств, играл в Осташковском театре 1848-1867.
        1. Колокольникова, Валентина Александровна[6], детская писательница, автор географических очерков

      2. Колокольников-Воронин, Иван Яковлевич (1830—13.04.1865). Свободный художник, играл в Осташковском театре 1850-1865.
      3. Колокольников-Воронин, Михаил Яковлевич (1828—22.10.1867) неклассный художник Императорской Академии Художеств, играл в Осташковском театре 1850-1867